# Zwei junge Herzen (1928)
Zwei junge Herzen (Originaltitel: Lonesome) ist ein US-amerikanischer Spielfilm des ungarischen Regisseurs Paul Fejos aus dem Jahr 1927. Er realisierte den Film an der Schwelle zwischen Stummfilmära und Tonfilmzeit für Carl Laemmles Universal Picture Co. Vorlage für das Drehbuch von Edward T. Lowe Jr. und Tom Reed, der auch die Zwischentitel textete, war eine Erzählung von Mann Page.

## Handlung
Die Alltagsgewohnheiten zweier gewöhnlicher Menschen in New York City werden parallel gezeigt. Die beiden, das Telefonfräulein Mary und der Metallarbeiter Jim, kennen einander nicht, obwohl sie im selben Lokal ihr Frühstück einnehmen und in derselben Fabrik arbeiten: sie in der Telefonvermittlung, er an der Stanze. Am 3. Juli, einen Tag vor dem Unabhängigkeitstag, lehnen sie noch verlegen Einladungen befreundeter Paare ab, sich ihnen anzuschließen, und gehen, jeder für sich, alleine nach Hause. Doch als ein Wagen mit einer Jazzband am Fenster vorüberfährt, der für den Besuch des Vergnügungsparks von Coney Island wirbt, lassen sie sich überzeugen und besteigen einen Bus, der sie dorthin bringt. Sie begegnen sich und beginnen bald, aneinander Gefallen zu finden und träumen von einer gemeinsamen Zukunft.
Nachdem sie den Rest des Tages zusammen verbracht haben, werden sie bei einer Achterbahnfahrt getrennt und verlieren sich aus den Augen, als ein Rad des Achterbahnwagens in Brand gerät und eine Panik auslöst. Mary verliert das Bewusstsein und Jim, der sich durch die Menge zu ihr vorarbeiten will, gerät mit einem Polizisten aneinander und wird festgenommen. Doch der Schnellrichter zeigt Verständnis und lässt Jim wieder laufen. Nun sucht ein jeder den anderen und geht am Ende enttäuscht und unglücklich nach Hause, jeder in sein Zimmer. Als Jim voller Sehnsucht die Platte mit dem langsamen Walzer Always auf sein Grammophon legt, das Stück, zu dem er mit Mary auf Coney Island getanzt hat, hört dies Mary in ihrem Zimmer und klopft in ihrem Schmerz verzweifelt gegen die Wand: So finden sich die beiden wieder und entdecken zu ihrer Verwunderung, dass sie in unmittelbarer Nachbarschaft gelebt hatten, ohne es zu merken.

## Hintergrund
Die Außenaufnahmen zu Lonesome fanden im Vergnügungspark Coney Island, Brooklyn, New York City, USA statt. Die Szenenbilder schuf Gilbert Warrenton, der als Kameramann in den Staaten einen ähnlichen Ruf genoss wie in Europa etwa Karl Freund.
Lonesome wurde sowohl in einer Stummfilmkopie als auch in einer mit einer Lichttonspur, auf der Geräusche und Orchestermusik aufgezeichnet waren, in den Verleih gebracht. Als Besonderheit aber in der Fassung mit der Lichttonspur drei Szenen mit kurzem Dialog in den Film eingebaut, um das aufkeimende Verlangen des Publikums nach „Sprechfilmen“ zu befriedigen – zwei Szenen zwischen Jim und Mary, eine Szene zwischen Jim und dem Schnellrichter. Die Tonfilmsequenzen wirken heute nach Ansicht vieler Kritiker aufgesetzt und unorganisch.
Die stumme Fassung wurde in Amerika (New York City) am 20. Juni 1928 uraufgeführt, die tönende Fassung erst zwei Monate später, am 30. September 1928. Nach Frankreich kam der Film am 9. Dezember 1932. In Deutschland fand die Uraufführung am 24. September 1929 im Berliner Kino Ufa-Theater Kurfürstendamm statt. Die deutsche Fassung hatte Oskar Schubert-Stevens besorgt. In Österreich hieß der Film Ringelspiel. Feierabend zweier Menschen.
Der Waltzer Always von Irving Berlin, der Bestandteil der von Joseph Czerniawsky zusammengestellten und dirigierten Begleitmusik ist und als dessen Sänger man auf dem Etikett der im Film sichtbaren Schallplatte den summenden Jazzsänger Nick Lucas ausmachen kann, wurde in Deutschland unter anderem von Richard Tauber aufgenommen. Den deutschen Text Heimweh schrieb für ihn Fritz Löhner-Beda.

## Restaurierung und Veröffentlichung
Lonesome wurde 2012 vom George Eastman House restauriert; auch die drei Sprechszenen wurden überarbeitet. Getönt und in den „Coney-Island-Szenen“ teilweise handkoloriert, kommt diese Fassung der ursprünglichen Theaterpräsentation nahe. Von der Criterion Collection wurde Lonesome am 27. August 2012 in einer 69 Minuten langen Fassung auf DVD und als Blu-ray-Disc veröffentlicht (Nr. 623); das Begleitheft enthält Texte von Kritiker Phillip Lopate und Filmhistoriker Graham Petrie; die Ausgabe wurde von Jaime N. Christley am 30. August 2012 in Slant Magazine rezensiert.

## Rezeption
Das KunstKulturQuartier schrieb zum Film: „Zwei junge Herzen beginnt wie ein Dokumentarfilm und endet als Märchen. Ein Rummel wird zum Zauberwald, die Achterbahn zum bösen Drachen, ein möbliertes Zimmer zum Märchenschloss. Paul Fejos schenkt dem Kino mit Zwei junge Herzen einen der schönsten Filme, die entstanden sind.“
Der renommierte US-Filmkritiker Jonathan Rosenbaum urteilte: „Paul Fejos’ Film ist eine beinahe vollkommene Mixtur aus Amerikas Technologie und Energie in Verbindung mit einem reichen Erbe europäischer Einflüsse, vom französischen Impressionismus über den deutschen Expressionismus bis zur Montagetechnik, wie sie die Russen entwickelt haben. Verwandt sind ihm poetische Großstadt-Filme aus den späten 1920ern wie Fritz Langs Metropolis, Walter Ruttmanns Berlin, Symphonie der Großstadt, F. W. Murnaus Sonnenaufgang (alle von 1927) und King Vidors The Crowd von 1928; sie alle sind Teil seines historischen Hintergrundes. Lonesome bezeugt eine internationale, hoch entwickelte Bildsprache, mit der wenige zeitgenössische Filme mithalten können.“ Gleichzeitig zeige der Film aber auch die Probleme auf, die der Wechsel vom stummen zum sprechenden Film aufwarf, da die kurzen Tonfilmsequenzen deutlich schlechter als der Rest des Filmes seien.
Michael Gloversmith stellte die These auf, dass Fejos durch diesen Film vielleicht der am meisten vernachlässigte große Filmemacher sei, der je in Hollywood gearbeitet hätte.
Lonesome gilt heute als einer der letzten großen Stummfilme und wurde am 28. Dezember 2010 zusammen mit 24 weiteren Filmen in das National Film Registry – das Verzeichnis US-amerikanischer Filme, die als besonders erhaltenswert angesehen werden – aufgenommen worden.

## Neuverfilmung und Bearbeitungen
1935 entstand in der Regie von Kurt Neumann eine Neuverfilmung des Stoffes unter dem Titel The Affair of Susan mit ZaSu Pitts und Hugh O’Connell als Paar mittleren Alters in den Hauptrollen. Franz Waxman schrieb dafür den Tonfilmschlager Something in My Heart, dessen Text E. Y. Harburg dichtete.
Eine zeitgenössische Bearbeitung des Motivs liegt in Gustavo Tarettos Film Medianeras vor, der 2011 in Argentinien, Spanien und Deutschland entstand und als Reverenz vor Paul Fejos’ Lonesome angesehen wird.